# Titas (upazila)
Titas (en bengali : তিতাস) est une upazila du Bangladesh dans le district de Comilla. 